# Сиверсен, Владимир Фёдорович
Владимир Фёдорович Сиверсен (1873—?) — российский оператор, сценарист и режиссёр немецкого происхождения.

## Биография
Владимир Сиверсен одним из первых занялся конвертацией зарубежной кинопродукции для русской аудитории и в 1905 году организовал в Москве лабораторию по изготовлению русских надписей для фильмов фирмы Gaumont — «Гомон и Сиверсен». Предприятие потеряло смысл, когда Gaumont открыла в Москве собственное производственное отделение, и тогда Сиверсен предложил свои услуги Александру Ханжонкову.
| «Я купил оборудование этой лаборатории, — вспоминал впоследствии Ханжонков, — состоявшее из съёмочного аппарата конструкции самого Сиверсена, двух барабанов и двух кювет, а также съёмочного аппарата „Урбан“. <…>. Сиверсен, инженер по образованию, был страстным любителем кинематографии и изобретателем. Его изобретения часто оказывались неудачными, но это не смущало его. Так, он изобрёл аппарат для печатания постоянных надписей (нумерации частей, объявления о конце сеанса). Аппаратик работал безукоризненно, накладывая штампы на каждый 51-й метр пленки, но буквы на экране получались лохматыми, и аппарат стоял без дела. Когда первая неудача забылась, Сиверсен, в целях экономии света при печатании надписей, построил параболическое зеркало, которое от одной лампочки в 25 свечей давало световой луч, достаточный для съёмки надписей с плаката. Но и это изобретение оказалось неудачным». — (Цитата по статье Рашита Янгирова «Киномосты между Россией и Германией: эпоха иллюзионов (1896—1919)») |

Сиверсен снимал первые художественные фильмы ателье Ханжонкова — «Палочкин и Галочкин» (фильм не закончен), «Драма в таборе подмосковных цыган» (1908), «Песнь про купца Калашникова», «Русская свадьба XVI столетия», «Ванька-ключник», «Боярин Орша», «Мёртвые души», «Чародейка» (все — 1909) и другие. Однако вскоре профессиональный уровень самоучки Сиверсена перестал устраивать Ханжонкова, и осенью 1910 года он пригласил на его место Луи Форестье. Отстранённый от съёмок, Сиверсен вернулся к техническим разработкам и проработал в ателье Ханжонкова до начала Первой мировой войны.
В 1914 году он, как иммигрант из Германии, был интернирован и выслан в Уфимскую губернию. После 1918 года ему удалось вернуться в Германию и продолжить работу в кино. В Берлине он стал ведущим оператором в возобновлённой фирме Дмитрия Харитонова и участвовал в съёмках фильмов Петра Чардынина «Дубровский» (1921) и Николая Маликова «Псиша» (1923).
Дальнейшая судьба Владимира Сиверсена неизвестна.

## Интересные факты
- В немецких титрах фильма «Псиша» указан как W. Sieversen.